# Município de Nelson (condado de Portage, Ohio)
O município de Nelson (em inglês: Nelson Township) é um município localizado no condado de Portage no estado estadounidense de Ohio. No ano de 2010 tinha uma população de 3.148 habitantes e uma densidade populacional de 50,25 pessoas por km².

## Geografia
O município de Nelson encontra-se localizado nas coordenadas 41° 18′ 51″ N, 81° 02′ 36″ O. Segundo o Departamento do Censo dos Estados Unidos, o município tem uma superfície total de 62.64 km², da qual 62,19 km² correspondem a terra firme e (0,73 %) 0,46 km² é água.

## Demografia
Segundo o censo de 2010, tinha 3.148 habitantes residindo no município de Nelson. A densidade populacional era de 50,25 hab./km². Dos 3.148 habitantes, o município de Nelson estava composto pelo 98,48 % brancos, o 0,51 % eram afroamericanos, o 0,22 % eram amerindios, o 0,06 % eram asiáticos, o 0,06 % eram de outras raças e o 0,67 % eram de uma mistura de raças. Do total da população o 0,41 % eram hispanos ou latinos de qualquer raça.